# 마모셋
마모셋(또는 마모셋원숭이) 또는 명주원숭이는 피그미마모셋속(Cebuella)과 루스말렌난쟁이마모셋속(Callibella), 비단마모셋속(Callithrix), 미코속 (Mico)에 포함되는 21종의 신세계원숭이의 총칭이다. 이 4개 속은 모두 생물학적으로 비단원숭이과(Callitrichidae)에 속한다. "마모셋"(marmoset)이라는 명칭은 마모셋과 밀접한 관련이 있는 괼디원숭이(Callimico goeldii)를 부르는 데도 사용한다.

## 종 목록
| - 비단마모셋속 (Callithrix) - 대서양마모셋 - 비단마모셋 (C. jacchus) - 검은술마모셋 (C. penicillata) - 비트마모셋 (C. kuhlii) - 흰머리마모셋 (C. geoffroyi) - 황갈색머리마모셋 (C. flaviceps) - 황갈색술마모셋 (C. aurita) - 루스말렌난쟁이마모셋속 (Callibella) - 루스말렌난쟁이마모셋 (C. humilis) - 피그미마모셋속 (Cebuella) - 서부피그미마모셋 (C. pygmaea) - 동부피그미마모셋 (C. niveiventris) | - 미코속 (Mico) - 아마존마모셋 - 아카리강마모셋 (M. acariensis) - 매니코어마모셋 (M. manicorensis) - 은색마모셋 (M. argentatus) - 흰마모셋 (M. leucippe) - 에밀리마모셋 (M. emiliae) - 검은머리마모셋 (M. nigriceps) - 마르카마모셋 (M. marcai) - 검은꼬리마모셋 (M. melanura) - 산타렘마모셋 (M. humeralifera) - 마우에스마모셋 (M. mauesi) - 흰노랑마모셋 (M. chrysoleuca) - 허쉬코비즈마모셋 (M. intermedia) - 사테레마모셋 (M. saterei) - 슈나이더마모셋 (M. schneideri) |

## 계통 분류
비단원숭이과의 계통 분류는 다음과 같다.
|  | 사자타마린속                                                                                  |
|  |                                                                                               |
|  | \| \| 괼디원숭이속 \| \| \| \| \| \| 마모셋(비단마모셋속, 미코속, 피그미마모셋속) \| \| \| \| |
|  |                                                                                               |
|  | 괼디원숭이속                                                                                  |
|  |                                                                                               |
|  | 마모셋(비단마모셋속, 미코속, 피그미마모셋속)                                                  |
|  |                                                                                               |

|  | 괼디원숭이속                                 |
|  |                                              |
|  | 마모셋(비단마모셋속, 미코속, 피그미마모셋속) |
|  |                                              |

|  | 검은망토타마린속 |
|  |                  |
|  | 타마린속         |
|  |                  |

|  | 사자타마린속                                                                                  |
|  |                                                                                               |
|  | \| \| 괼디원숭이속 \| \| \| \| \| \| 마모셋(비단마모셋속, 미코속, 피그미마모셋속) \| \| \| \| |
|  |                                                                                               |
|  | 괼디원숭이속                                                                                  |
|  |                                                                                               |
|  | 마모셋(비단마모셋속, 미코속, 피그미마모셋속)                                                  |
|  |                                                                                               |

|  | 괼디원숭이속                                 |
|  |                                              |
|  | 마모셋(비단마모셋속, 미코속, 피그미마모셋속) |
|  |                                              |

|  | 검은망토타마린속 |
|  |                  |
|  | 타마린속         |
|  |                  |